# Евтрофне озеро

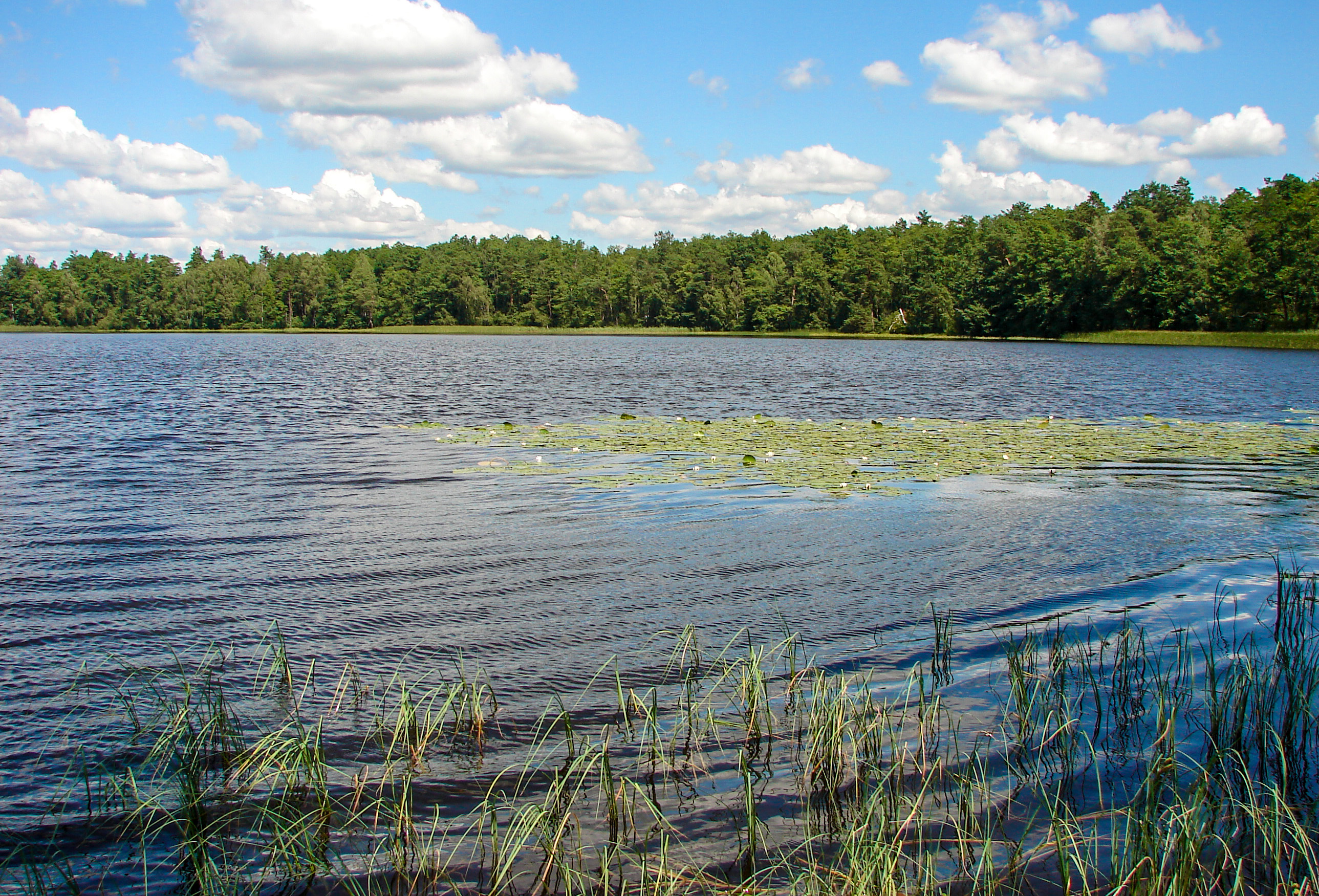
Озеро Стрільське (Рівненська область)

Евтотро́фне о́зеро — озеро з великим вмістом поживних речовин, в якому створюються сприятливі умови для розвитку рослинності. Характерною ознакою евтрофного озера є наявність на дні потужного шару мулових відкладів з високим вмістом органічних речовин.

## Поширення
В Україні евтрофні озера поширені переважно у басейнах річок Прип'ять, Десна тощо.